# Tratado de Ripon
O Tratado de Ripon foi uma trégua entre Charles I, rei da Inglaterra, e os Covenanters, um movimento político escocês, que trouxe a cessação das hostilidades à Segunda Guerra dos Bispos.
O movimento Covenanter surgiu em oposição às tentativas de Charles, que também era rei da Escócia, de reformar a Igreja da Escócia para alinhá-la mais perto da Igreja da Inglaterra. Em 1638, os Covenanters ganharam supremacia política na Escócia e, no ano seguinte, Charles se mobilizou para restaurar sua autoridade sobre a Escócia pela força. Embora uma trégua tenha sido negociada em junho de 1639, ela não resolveu questões fundamentais e a luta política continuou no ano seguinte. Para obter os fundos para uma segunda ação militar contra os escoceses, Charles convocou um novo parlamento inglês - o primeiro em 11 anos. No entanto, quando se reuniu em abril de 1640, o parlamento não concordaria em fornecer fundos para seu esforço de guerra renovado, a menos que ele primeiro abordasse várias queixas de longa data. Não querendo fazê-lo, Charles dissolveu o que ficou conhecido como Parlamento Curto depois de apenas três semanas e novamente se preparou para a guerra usando seus próprios recursos.
Em agosto de 1640, um exército escocês Covenanter invadiu a Inglaterra, obteve uma vitória decisiva na Batalha de Newburn e passou a ocupar Northumberland, County Durham e Newcastle upon Tyne. Charles reuniu o Grande Conselho de Pares para negociar com os escoceses. Os dois lados se reuniram em Ripon, perto de York, onde os escoceses concordaram com a cessação das hostilidades, desde que recebessem despesas diárias indefinidamente até que um acordo final pudesse ser negociado e ratificado por um novo parlamento inglês.
No ano seguinte, novas negociações em Londres levaram a um tratado de paz formal que encerrou as Guerras dos Bispos. Enquanto isso, o Parlamento Longo, como ficou conhecido, se opunha fortemente ao rei e seu governo e aprovou uma série de atos que significavam que Charles não poderia mais dissolvê-lo à vontade. O antagonismo entre o rei e o Parlamento se transformou em conflito armado em 1642: o início da Guerra Civil Inglesa.

## Termos
Sob os termos do tratado, os escoceses continuaram a ocupar Northumberland e Durham, e deveriam receber despesas de £ 850 por dia a partir de 16 de outubro pagas pela Inglaterra, mas concordaram com uma cessação temporária das hostilidades. Esta situação deveria continuar até que um acordo completo fosse acordado. O governo escocês também deveria ser reembolsado por suas despesas na guerra.
Embora humilhante para Charles, ele estava desesperado para impedir que os Covenanters tomassem York e, com pouco apoio de seus pares, suas opções eram limitadas e ele foi obrigado a concordar com os termos.
Os termos foram finalizados em 16 de outubro e aceitos por Charles no dia 28.  As negociações sobre o acordo permanente continuariam por mais 10 meses até agosto de 1641, quando o Tratado de Londres foi assinado.

## Negociações
Com Newcastle, junto com a maior parte de Northumberland e Durham, sob o controle dos Covenanters, Charles convocou uma reunião do Grande Conselho de Pares em York, a primeira vez que esse corpo se reuniu em um século. O Conselho se recusou a assumir as funções do Parlamento, mas negociou o tratado com os Covenanters.
Enquanto isso, o exército escocês enfrentava escassez de suprimentos e começou a coletar dinheiro dos condados próximos e das propriedades da igreja, bem como da própria Newcastle, a fim de pagar pela manutenção contínua do exército. Essa escassez de suprimentos conferiu uma vantagem de negociação aos Covenanters. Com incidentes de pilhagem por soldados já sendo relatados, os senhores ingleses não queriam ver o exército se tornar uma multidão que vivia na área de Newcastle, mas Charles não podia pagar as demandas dos invasores sem os poderes de arrecadação de impostos do Parlamento, tornando inevitável um acordo envolvendo o rei e o Parlamento. Em colaboração com os oponentes do rei, os Covenanters também se recusaram a se retirar até que Charles convocasse o Parlamento inglês.

## Consequências
Charles emitiu mandados para o que ficou conhecido como o Parlamento Longo, que se reuniu em 3 de novembro de 1640. Como os escoceses deixaram claro que só voltariam para casa depois de pagos e só concordariam com os termos do Parlamento, Charles agora se deparava com um corpo que não poderia dissolver à vontade. Durante esse tempo, os Covenanters usaram a presença contínua de seu exército na Inglaterra para fortalecer a posição dos oponentes ingleses do rei.
Nos meses seguintes, o Parlamento votou para garantir que não pudesse ser dissolvido sem seu próprio consentimento, prendeu o arcebispo Laud e executou o conde de Strafford. Só então concordou com o Tratado de Londres em 10 de agosto de 1641, que concordou em pagar aos escoceses £ 300 000 para cobrir os custos da guerra. O exército dos Covenanters então retornou à Escócia, onde a maior parte foi dissolvida.
As disputas entre Charles e o Parlamento continuaram a aumentar, culminando na tentativa de prisão dos Cinco Membros em janeiro de 1642. Charles deixou Londres e começou a reunir apoio para sua causa; a Primeira Guerra Civil Inglesa começou em 22 de agosto de 1642.